# Rutland (Massachusetts)
Pour les articles homonymes, voir Rutland (homonymie).
Rutland est une ville du comté de Worcester dans l’État du Massachusetts.
Elle a été incorporée en 1713.
Sa population était de 9 049 habitants en 2020.